# Meinte Walta
Meinte Walta (Wytgaard, 6 april 1920 – Leeuwarden, 6 mei 2002) was een Nederlandse kunstschilder, graficus en beeldhouwer.

## Leven en werk
Walta was een zoon van kunstschilder Jaring Walta (1887-1971) en Berber Rijpma. Hij werd opgeleid aan de ambachtsschool in Leeuwarden en behaalde zijn akte als tekenleraar. Hij werkte aanvankelijk als grafisch ontwerper bij de Leeuwarder Papierwaren Fabriek en voor enkele reclamebureaus. In 1957 startte hij een loopbaan als vrij kunstenaar, daarnaast gaf hij tekenlessen op scholen en in zijn eigen atelier Sjoch in Leeuwarden.
Walta maakte schilderijen (landschappen en portretten), geveldecoraties voor gebouwen, een monument voor Beetgumermolen en op grafisch gebied affiches, kalenders en omslagen voor Friese boeken. In 1956 exposeerde hij met zijn vader in het Kunstcentrum Prinsentuin in Leeuwarden met de tentoonstelling Twee generaties Walta. In 1972, een jaar na het overlijden van Walta sr., deed ook zoon Klaas mee in Drie generaties Walta, opnieuw in de Prinsentuin. Walta was bevriend met de Friese dichter Marten Sikkema.
Walta was lid van de Boun fan Fryske kunstners. Hij overleed op 82-jarige leeftijd in zijn woonplaats Leeuwarden.

## Werken
- De tiid hâldt gjin skoft (1965), Menamerdyk, Beetgumermolen
- Zeepaardje (1973), muurreliëf voor de Rabobank op de hoek Schrans/Huizumerlaan in Leeuwarden